# Olympische Sommerspiele 1996/Teilnehmer (Bahrain)
| Gelbes Symbol für Goldmedaillen mit stilisierten Olympischen Ringen | Graues Symbol für Silbermedaillen mit stilisierten Olympischen Ringen | Braundes Symbol für Bronzemedaillen mit stilisierten Olympischen Ringen |
| ------------------------------------------------------------------- | --------------------------------------------------------------------- | ----------------------------------------------------------------------- |
| —                                                                   | —                                                                     | —                                                                       |

Bahrain nahm bei den Olympischen Spielen 1996 in Atlanta zum vierten Mal an Olympischen Sommerspielen teil. Das Land war mit fünf Athleten vertreten.

## Teilnehmer nach Sportart

### Leichtathletik
- Fawaz Ismail Johar
Männer, 110 m Hürden: in der 1. Runde ausgeschieden (14,32 s)

### Segeln
- Essa al-Busmait, Khaled al-Sada, Ahmed al-Saie
Mixed, Soling: 22. Platz (von 22)
- Mohamed al-Sada
Mixed, Laser: 51. Platz